# Yvonne Clech
Yvonne Marie Clech (* 3. Juni 1920 in Guingamp; † 25. Februar 2010 in Paris) war eine französische Schauspielerin.

## Leben
Ihre erste Rolle spielte sie in dem 1951 veröffentlichten Film Liebe auf Abwegen. Nach über 80 Film- und Fernsehproduktionen zog sie sich im Jahr 2000 aus dem Filmgeschäft zurück.

## Filmografie (Auswahl)
- 1951: Sündige Liebe (L’Étrange Mme X)
- 1954: Les hommes ne pensent qu'à ça
- 1956: La famille Anodin (Fernsehserie, 3 Episoden)
- 1957: Ce joli monde
- 1958: Partner des Teufels (La moucharde)
- 1958: Si c'était vous? (Fernsehserie, 1 Episode)
- 1959: Ferien für den Musterknaben (Le Grand Chef)
- 1959: Le second souffle (Kurzfilm)
- 1960: Zazie (Zazie dans le métro)
- 1960: Le paysan parvenu (Fernsehfilm)
- 1960: Un homme supérieur (Fernsehfilm)
- 1961: Elle s’abaisse pour vaincre (Fernsehfilm)
- 1961: L’histoire dépasse la fiction (Fernsehserie, 1 Episode)
- 1961: Amour in St. Tropez (Saint-Tropez Blues)
- 1961: Les livreurs
- 1961: La galette des rois (Fernsehfilm)
- 1961: Les femmes de bonne humeur (Fernsehfilm)
- 1961: Freuden der Großstadt (Le tracassin ou Les plaisirs de la ville)
- 1962: Auch Stehlen will gelernt sein (Arsène Lupin contre Arsène Lupin)
- 1962: Mondschein über Maubeuge (Un clair de lune à Maubeuge)
- 1963: Fünf Glückspilze (Les Veinards)
- 1963: Das Irrlicht (Le Feu follet)
- 1963: Geheimagent S. schlägt zu (L’honorable Stanislas, agent secret)
- 1963: La foire aux cancres (Chronique d’une année scolaire)
- 1963: Das übersinnliche Landhaus (L’assassin connaît la musique...)
- 1964: Balduin, der Geldschrankknacker (Faites sauter la banque!)
- 1964: FBI–Agent Cooper – Der Fall Tex (Coplan prend des risques)
- 1964: Das umgekehrte Leben (La Vie à l’envers)
- 1964: Les gros bras
- 1964: Relaxe–toi chérie
- 1964: Les cabinets particuliers (Fernsehfilm)
- 1964: Les aventures de Monsieur Pickwick (Fernsehserie)
- 1964: Premier prix de piano (Fernsehfilm)
- 1964: Les gros bras
- 1965: Blagapar (Fernsehserie, 1 Episode)
- 1965: Quand passent les faisans
- 1965: Rendezvous der Killer (Pleins feux sur Stanislas)
- 1966: L’or et le plomb
- 1966: Antony (Fernsehfilm)
- 1966–1984: Au théâtre ce soir (Fernsehreihe, 12 Episoden)
- 1967: À Saint–Lazare (Fernsehfilm)
- 1967: Les sept de l’escalier quinze B (Fernsehserie, 19 Episoden)
- 1967: Allô Police (Fernsehserie, 1 Episode)
- 1967: Die Zeit der Kirschen ist vorbei (Le Grand Dadais)
- 1968: Six chevaux bleus (Fernsehserie, 7 Episoden)
- 1968: Un chat est un chat (Fernsehfilm)
- 1969: Minouche (Fernsehserie)
- 1969: Thibaud, der weiße Ritter (Thibaud, Fernsehserie, 1 Episode)
- 1970: Eine französische Ehe (Les Saintes chéries, Fernsehserie, 1 Episode)
- 1971: Camouflage – Hasch mich, ich bin der Mörder (Jo)
- 1972: Le bouton de rose (Fernsehfilm)
- 1972: Les dernières volontés de Richard Lagrange (Fernsehserie, 14 Episoden)
- 1972: La bonne nouvelle (Fernsehfilm)
- 1972: Die Geliebte meines Vaters (Le rempart des Béguines)
- 1972: Joyeux chagrins (Fernsehfilm)
- 1972: La classe d’Antoine (Kurzfilm, nur Stimme)
- 1973: Les écrivains (Fernsehfilm)
- 1974: Prickly Problems (Q)
- 1974: Un train peut en cacher un autre (Kurzfilm)
- 1974: Le péril bleu (Fernsehfilm)
- 1975: Die Laus der Kompanie (Soldat Duroc, ça va être ta fête)
- 1975: Le théâtre de Tristan Bernard (Fernsehfilm)
- 1976: Nans le berger (Fernsehserie, 3 Episoden)
- 1977: Bonsoir chef (Fernsehserie, 8 Episoden)
- 1977: Le maestro
- 1977: Aurore et Victorien (Fernsehserie, 5 Episoden)
- 1977: Chantecler (Fernsehfilm)
- 1978: Thomas Guérin... retraité (Fernsehfilm)
- 1978–1984: Cinéma 16 (Fernsehserie, 2 Episoden)
- 1979: Le petit théâtre d'Antenne 2 (Fernsehserie, 1 Episode)
- 1979: Le troisième couteau (Fernsehfilm)
- 1979: Au bout du bout du banc
- 1979: Mireille dans la vie des autres
- 1979: Les amours de la belle époque (Fernsehserie, 1 Episode)
- 1980: Comme une femme
- 1980: Les incorrigibles (Fernsehserie, 2 Episoden)
- 1981: Les gaietés de la correctionnelle (Fernsehserie, 1 Episode)
- 1982: George Dandin (Fernsehfilm)
- 1982: Caméra une première (Fernsehserie, 1 Episode)
- 1982: Le rêve d'Icare (Fernsehfilm)
- 1983: Y a-t-il un pirate sur l’antenne?
- 1983: Père Noël et fils (Fernsehfilm)
- 1984: La pendule (Fernsehserie)
- 1984–1988: Les enquêtes du commissaire Maigret (Fernsehserie, 2 Episoden)
- 1985: Le hasard mène le jeu (Kurzfilm)
- 1986: Madame et ses flics (Fernsehserie, 1 Episode)
- 1986: L’amour à tout prix (Fernsehfilm)
- 1986: La guerre des femmes (Fernsehserie)
- 1988: Spionin wider Willen (Espionne et tais-toi, Fernsehserie, 1 Episode)
- 1988: La baby–sitter (Fernsehserie)
- 1989: À deux minutes près
- 1989: Le hérisson (Fernsehfilm)
- 1989: Suivez cet avion
- 1993: Souris souris (Fernsehserie, nur Stimme)
- 1997: L’histoire du samedi (Fernsehserie, 1 Episode)
- 1999: Nora (Fernsehfilm)
- 2000: Une femme d’honneur (Fernsehserie, 1 Episode)